# Trois pères à la maison
 (décembre 2024).
Trois pères à la maison est une série télévisée française réalisé par Stéphane Kappes, diffusée de 2004 à 2006.

## Distribution
- Pierre Palmade : Arturo
- Daniel Russo : Tony Pazzi
- Yvon Back : Alex
- Anne Depétrini : Caroline
- Murielle Huet des Aunay : Juliette Pazzi
- Diouc Koma : Kaya
- Clément Chebli : Guillaume
- Manon Gaurin : Stella
- Claire Nadeau : Cathy
- Sabrina Leurquin : Marie-Jo Gogin
- Toni D'Antonio : Max
- Olivier Brocheriou : Mr. Mercadal
- Jean-Michel Flagothier : Jojo
- Éric Godon : Carlos
- Thibault Verhaeghe:

## Épisodes

### 1(2004)
Caroline, avocate, avait tout préparé : son départ pour la Tanzanie dans le cadre d'une mission humanitaire ne devait être qu'une formalité. Elle avait prévu de faire garder ses trois enfants par une baby-sitter, Ingrid, sous le contrôle de son compagnon actuel, Arturo, le père du plus jeune. L'ennui est qu'au dernier moment, Ingrid se désiste. Les deux autres pères sont alors priés de rester à la maison jusqu'au retour de Caroline. Tony, l'ex-braqueur en conditionnelle, Alex, le flic psychorigide, et Arturo, l'analyste stressé, sont obligés de cohabiter durant quelques jours. Très vite, les occasions d'en venir aux mains ne manquent pas...

### Des enfants bien élevés(2005)
La vie de Caroline est compliquée : femme active, elle est mariée à Arturo, à qui elle a confié la gestion quotidienne de la famille. Absorbé par ses affaires, Arturo parvient néanmoins à s'occuper des enfants et de la maison, mais il a fort à faire avec les deux ex-compagnons de son épouse, qui n'ont pas leur langue dans leur poche et ne perdent pas une occasion de commenter la façon dont Arturo s'y prend. Et lorsque sa fille Stella est ramenée par la police de l'aéroport, où elle a tenté de prendre un avion pour le Canada, Arturo est bouleversé. Tout le monde remet en cause ses méthodes d'éducation. Arturo cherche à prouver qu'il est un bon père...

### Belle-maman(2006)
Arturo est aux anges depuis qu'il a été élu «papa de l'année» par un magazine féminin à la suite de la parution de son dernier livre, consacré aux nouveaux pères. Cela lui permet de rassurer Caroline sur le sort des enfants pendant son absence. Mais, à peine a-t-elle passé le coin de la rue que Cathy, sa mère, déboule comme une tornade, avec maints bagages. La voilà de retour en France après dix ans passés à Miami. Caroline, prévenue, demande à Arturo de retenir Cathy jusqu'à son retour. Comme celui-ci vise maintenant le titre de «gendre de l'année», il accepte sans rechigner. Il déchante lorsque sa belle-mère, débordante d'énergie, annonce qu'elle souhaite profiter des nuits parisiennes. Alex et Tony l'accompagnent, mettant Arturo dans le pétrin...